# Nedodržený slib
Nedodržený slib je slovenský film z roku 2009 z období druhé světové války natočený v české a americké koprodukci. Podle skutečných událostí zobrazuje osudy židovského chlapce Martina Friedmanna, který se vyhne transportům do vyhlazovacích táborů a podaří se mu na různých místech válku přečkat.

## Ocenění
Film získal hlavní cenu v kategorii hraný film na Los Angeles Jewish Film Festival.

## Příběh
Děj se odehrává průběžně v různých letech druhé světové války.
Martin Friedmann dospívá v početné židovské rodině v Bánovcích nad Bebravou, do jeho života však zasáhne vznik Slovenského státu, druhá světová válka a následná perzekuce Židů. Motivován dopisem kamaráda odchází dobrovolně do pracovního tábora v Seredi, tam poté unikne transportu díky svému umění hrát fotbal. Během práce na trhání morušového listí tajně odbíhá do Bánovců, aby zjistil, že ostatní členové rodiny skončili v transportech.
Poté dostává těžký zápal plic, táborový lékař ho ale zachrání a pošle do plicního sanatoria. Od té doby musí zapírat své židovství. Aby se nemusel po propuštění vrátit do tábora, pracuje jako dělník v klášteře.
S blížícím se koncem války opouští klášter, kontaktuje v Popradu odboj a pod jménem Martin Petrášek se přidává k partyzánům, i tam se ale setkává s projevy antisemitismu. Aktivně se zapojí do Slovenského národního povstání, během něhož působí ve Zvolenu. Po porážce povstání se s ostatními partyzány uchyluje zpátky do hor, kde bojují a podaří se jim vydržet až do konce války.
V závěru se Martin vrací do svého rodného domu, kde nachází už jen vzpomínky a rodinné pozůstalosti. V závěrečné scéně stojí Martin Petrášek v současnosti před bratislavským hradem.